# بيتر جايلز (لاعب كرة قدم أسترالية)
بيتر جايلز (بالإنجليزية: Peter Giles)‏ هو لاعب كرة قدم أسترالية أسترالي، ولد في 10 يونيو 1958.

## وصلات خارجية
- بيتر جايلز على موقع AustralianFootball.com (الإنجليزية)
- بيتر جايلز على موقع AFLtables.com (الإنجليزية)